# Доброводи (Чортківський район)

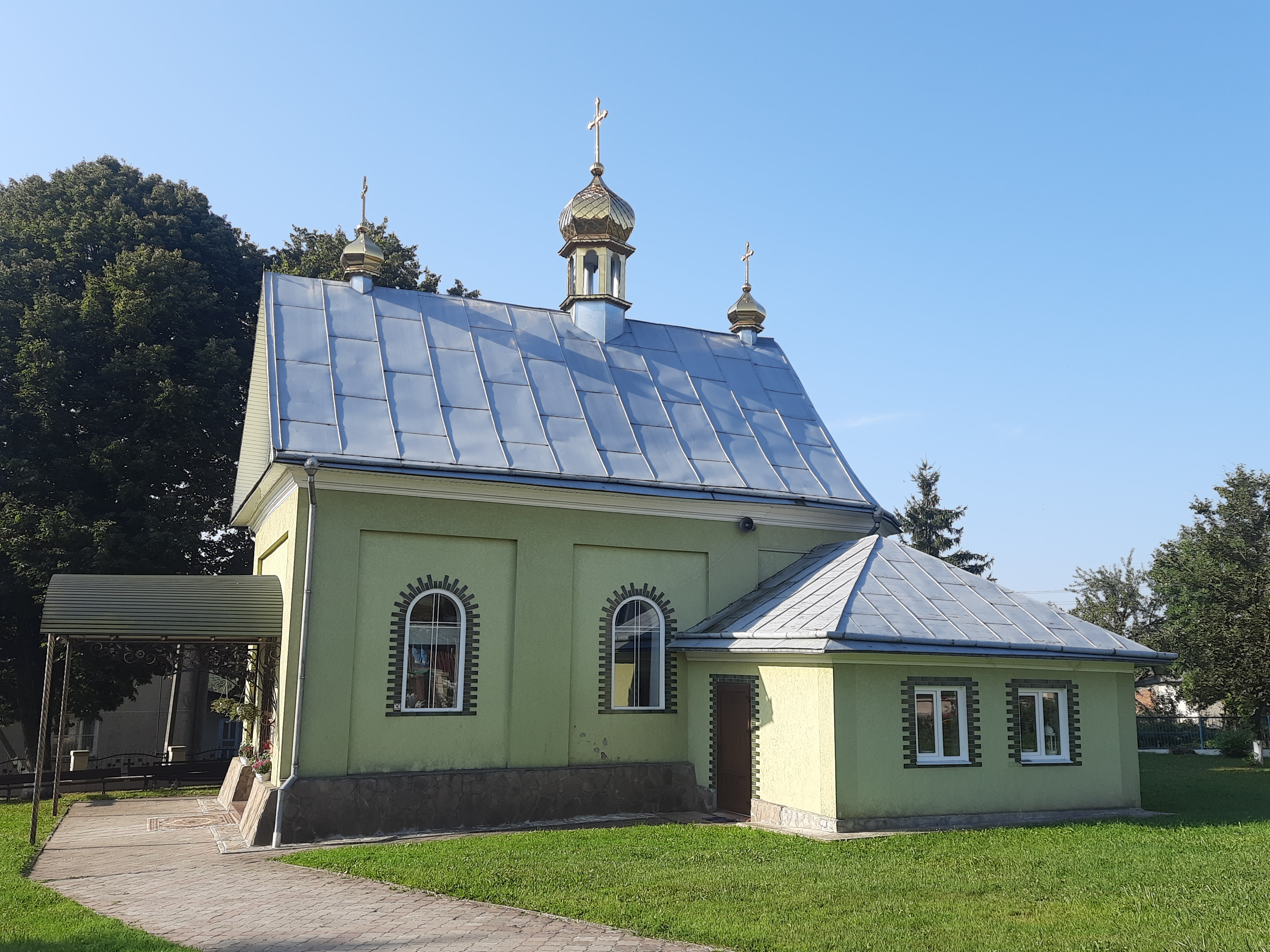
Церква Зіслання Святого Духа (1836 р.)

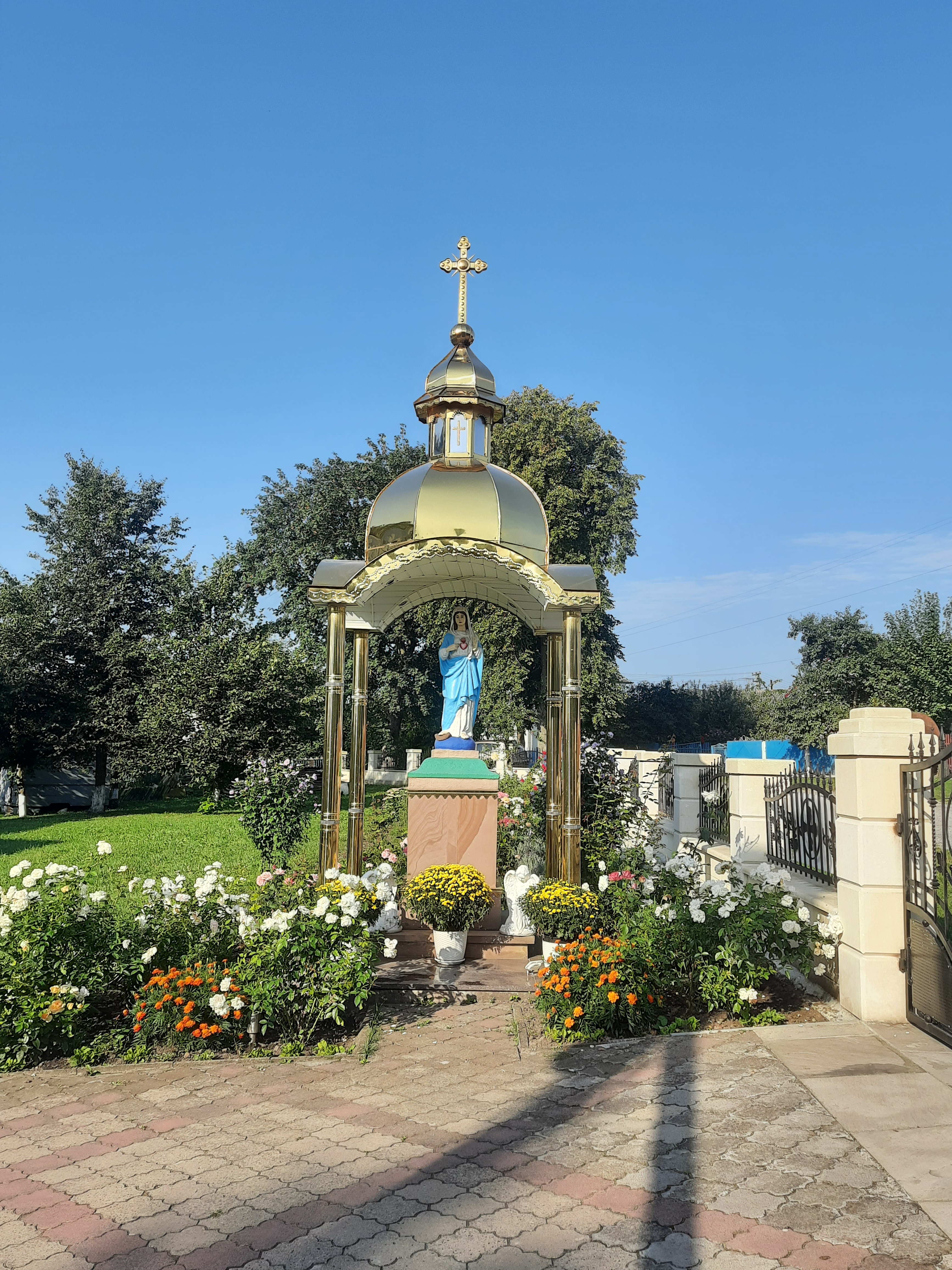
Статуя Божої Матері

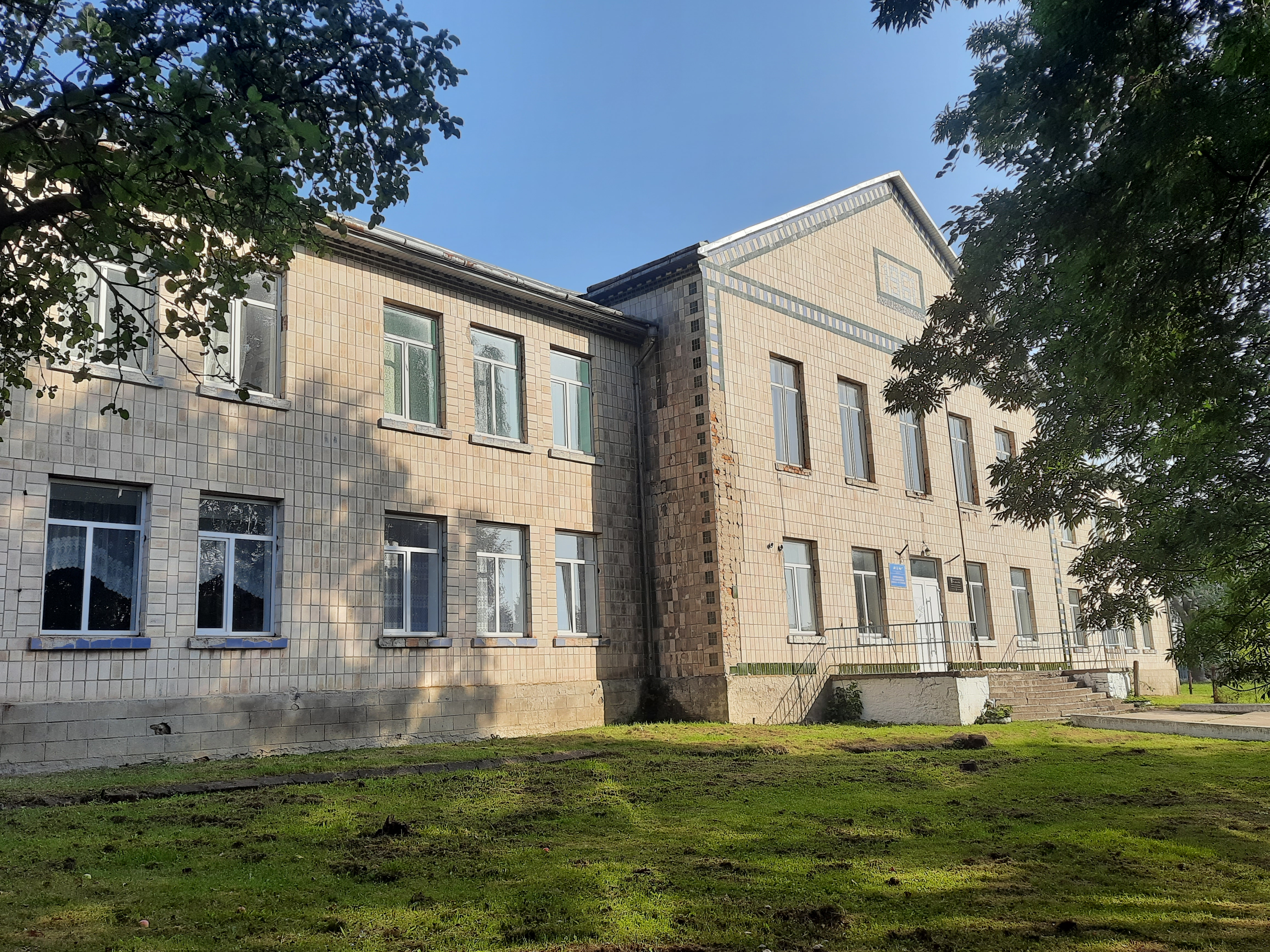
Школа

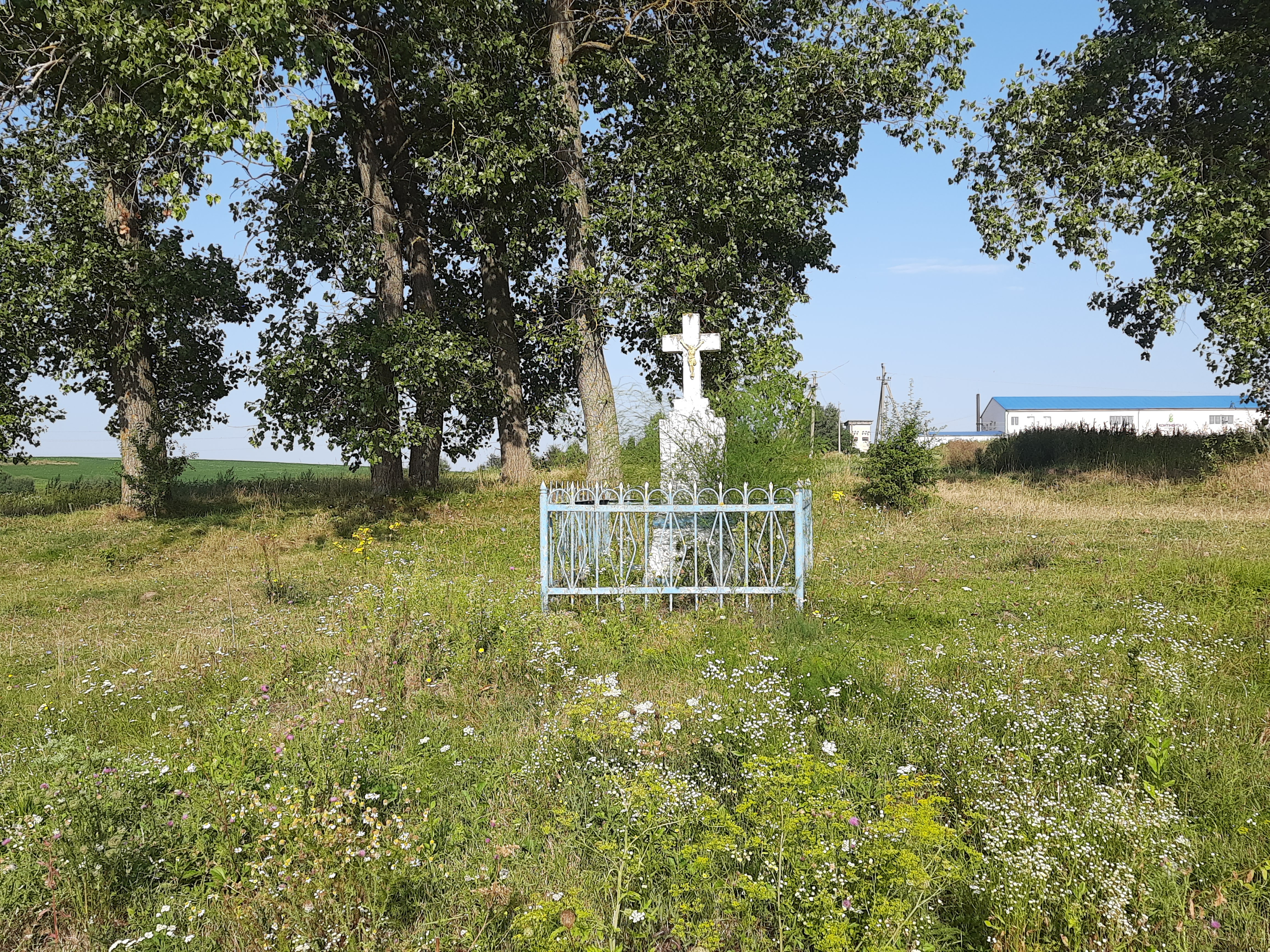
Пам'ятний хрест на околиці села

Доброво́ди — село в Україні, у Монастириській міській громаді Чортківського району Тернопільської області. Розташоване на річці Добровідка, на північному сході району. До 2020 року адміністративний центр Доброводівської сільської ради.
До села приєднано хутір Приски. У зв'язку з переселенням жителів хутір Черемхів виключено з облікових даних.
У селі 216 дворів та проживає 695 осіб.
День села — 24 серпня.

## Географія
Село Доброводи розташоване в південно — східній частині району, знаходиться на березі річки Добровідки, за 8 км. від центру громади міста Монастириська, та 26 км від найближчої залізничної станції Бучач.

## Історія
Поблизу Доброводів виявлено археологічні пам'ятки пізнього палеоліту, черняхівської та давньоруської культур.
Назва села походить від того, що на території села є багато джерел із доброю природною водою.
Попри радянське твердження про першу згадку про наше село в 1472 році, є давніші документи: 31 серпня 1375 року в Городку Володислав Опольський надав село Бібіл і солтиство Добровода Юшкові зі Скорнича.
Згадується також село в матеріалах галицького суду, починаючи з 19 січня 1439 року.
У 1578 р. Доброводи (разом з Дубно та Монастириською) згадуються як покинуті міста.
Містечко Доброводи з приналежними селами Григорів, Олеша, Ковалівка заставив у Львові 13 січня 1628 р. їх тогочасний власник Александер з Сенна (Сененський) за 26 600 польських злотих на 3 роки Станіславові Крогулецькому і Войцєху Броновському.
Між Доброводами та Підгайцями 1 жовтня 1629 року відбулась битва між реєстровими козаками та коронним військом проти татар, яка завершилася розгромом нападників.
У 1785 році в селі нараховувалось 85 дворів, здебільшого поляки[джерело?], а в 1832 році проживало 106 українців[джерело?], у 1841 — 135[джерело?].
Великим земельним власником у селі наприкінці ХІХ ст. був барон Мечислав Блажовський.
Станом на 1910 рік у селі проживало 1452 особи[джерело?]. Тут мав маєток поляк пан Раціборський, у якому було 500 га орної землі, стайні, ґуральня (переробляла картоплю на спирт), млин на річці Добровідки, кузня, молочарня, а також працювало 30 чоловік[джерело?]. Одноосібне господарство селян було розвинуте слабо. Крім звичайних зернових, селяни вирощували льон, коноплі та тютюн. Техніки практично не було.
У міжвоєнний час у селі було засновано читальню товариства «Просвіта», яка мала також бібліотеку. В Доброводах існував аматорський український гурток, а також гуртки «копаного м'яча» і «відбиванки» та шахістів, що змагалися з членами такого ж польського гуртка.
Після окупації Галичини в 1919 році з метою асиміляції польський уряд латинізував українців і заселяв українську землю польськими колоністами. На 01.01.1939 в селі проживало 1770 мешканців, з них 170 українців-грекокатоликів, 1390 українців-римокатоликів, 20 поляків, 180 польських колоністів міжвоєнного періоду, 10 євреїв.
За роки Другої світової війни в Доброводах загинуло 52 жителі, 180 хат було спалено. У 1944 році запеклі бої велися на ріці Стрипа. Після вступу в село радянських військ влітку 1944 року багато юнаків вступило в ряди УПА, частина жителів села емігрувала до Західної Європи та США.
До УПА приєдналися:
- Гаврило Білик (1882—1951), Володимир Вець (1897–р. см. невід.), Ганна Волошин (1899–р. см. невід.), Павло (рр. н. і см. невід.) і Юстин (1899–р. см. невід.) Гнипи, Володимир Гусак (рр. н. і см. невід.), Михайло Дяків (1903–р. см. невід.), Павло (1896–р. см. невід.) і Тома (1888–р. см. невід.) Позняки.

Після приходу в 1944 р. радянських військ почалися нові переслідування. За підтримку повстанців ОУН і УПА засуджені й вивезені на спецпоселення в Сибір:
- Павлина Баліцька, Емілія та Іван Гащаки, Василь, Ганна, Павло Гнипи, Іван і Стефанія Гриняки, Іванна, Марія, Микола та Михайло Жегестовські, Семен Коструба, Петро Кривий, Богдан, Василь, Володимир, Галина, Ганна, Іван, Михайло, Олена, Стефанія та Федір Островські, Альбіна, Ганна, Григорій, Дмитро, Зиновій, Іван, Катерина, Марія, Наталія, Орест, Павлина, Павло, Степан, Стефанія та Текля Позняки; Михайло та Степан Тиханські; Семен Токар.

До села протягом 1945—1946 рр. переїхало близько 200 сімей з Лемківщини, переважно з Краківського воєводства, які поселилися в колишніх будинках польських колоністів.
У 1948 році був створений колгосп імені Лесі Українки, до якого вступила 21 родина, а до 1951 року — всі селяни.
1957 року внаслідок повені зруйновано 4 будинки.
Протягом 1962–1966 село належало до Бучацького району. 
У добу незалежності колгоспні землі було розпайовано. Наразі у селі власні трактори мають 17 господарів, є 2 комбайни.
12 червня 2020 року, відповідно до розпорядження Кабінету Міністрів України № 724-р «Про визначення адміністративних центрів та затвердження територій територіальних громад Тернопільської області» увійшло до складу Монастириської міської громади.
19 липня 2020 року, в результаті адміністративно-територіальної реформи та ліквідації Монастириського району, село увійшло до складу Чортківського району.

## Політика

### Парламентські вибори, 2019
На позачергових парламентських виборах 2019 року у селі функціонувала окрема виборча дільниця № 610674, розташована у приміщенні школи.
Результати
- зареєстровано 509 виборців, явка 58,35 %, найбільше голосів віддано за «Слугу народу» — 28,33 %, за Всеукраїнське об'єднання «Батьківщина» — 18,09 %, за «Голос» — 13,31 %.[10] В одномандатному окрузі найбільше голосів отримав Микола Люшняк (самовисування) — 30,56 %, за Ігоря Сопеля (Слуга народу) — 18,40 %, за Аллу Стечишин (самовисування) — 17,71 %[11].

## Населення
- 1832 — 106 [джерело?]
- 1841 — 135 українців[джерело?]
- 1910 — 1452 осіб[джерело?]
- 2003 — 739 осіб
- 2011 — 695 осіб

Працездатне населення села виїжджає на заробітки до Англії, США, Італії, Іспанії, Канади, а також на сезонні роботи в Росію та Польщу.

### Мова
Розподіл населення за рідною мовою за даними перепису 2001 року:
| Мова       | Кількість | Відсоток |
| ---------- | --------- | -------- |
| українська | 723       | 99.59%   |
| російська  | 3         | 0.41%    |
| Усього     | 726       | 100%     |

## Економіка
- ТзОВ «Лемківська Мрія» (в оренді 521 га, керівник — І. М. Гута)
- ТзОВ «Любава-Агро» (в оренді 235 га, керівник — І. І. Нетребяк)

## Соціальна сфера
Діють загальноосвітня школа І-ІІ ступенів, дитячий садок «Сонечко» (розрахований на 15 місць), клуб, бібліотека, ФАП.
Доброводівська загальноосвітня школа І—ІІ ступеня
До Першої світової війни вона була 3-класною з польською мовою навчання, після 1920 року перетворилася на 6-класну також з польською мовою навчання та з одною годиною української мови щоденно. 1961 року було збудовано нове приміщення школи, розраховане на 180 учнів.
У школі 10 навчальних кабінетів, кухня, їдальня, спортивний зал, майстерня по дереву і металу. В школі навчається близько 60 учнів.

## Релігія
- церква Зіслання Святого Духа (1836, кам'яна, переобладнана з костелу, УГКЦ)[13].

## Пам'ятки
Пам'ятки архітектури
- Церква святої Трійці (1836).

Пам'ятники
- Пам'ятник воїнам-односельцям, полеглим у німецько-радянській війні (1967) (1[d], 2[d])
- Насипана символічна могила УСС та УПА з іменами всіх загиблих вояків — вихідців зі села (1990).

Пам'ятки археології
- поселення Доброводи I[d] (черняхівська культура, III—IV ст. н. е.);
- поселення Доброводи VІ[d] (ранній залізний вік, І тис. до н. е.; культура Лука-Райковецька, кінець VII—IX ст.; давньоруський час, X—XIII ст.);
- стоянка та поселення Доброводи II[d] (пізній палеоліт, 40-10 тис. років тому; культура Лука-Райковецька, кінець VII—IX ст.; давньоруський час, X—XIII ст.);
- Могильник курганний Доброводи III[d] (недатовано);
- Могильник курганний Доброводи V[d] (недатовано);
- Могильник підплитовий Доброводи IV[d] (давньоруський час, X—XIII ст.);

## Видатні люди
- Терпак Михайло Іванович (16.05.1956) — український журналіст.
- Тиліщак Володимир Семенович (14.07.1975) — український історик і громадський діяч, заступник Голови Українського інституту національної пам'яті.